# Europees Milieuagentschap

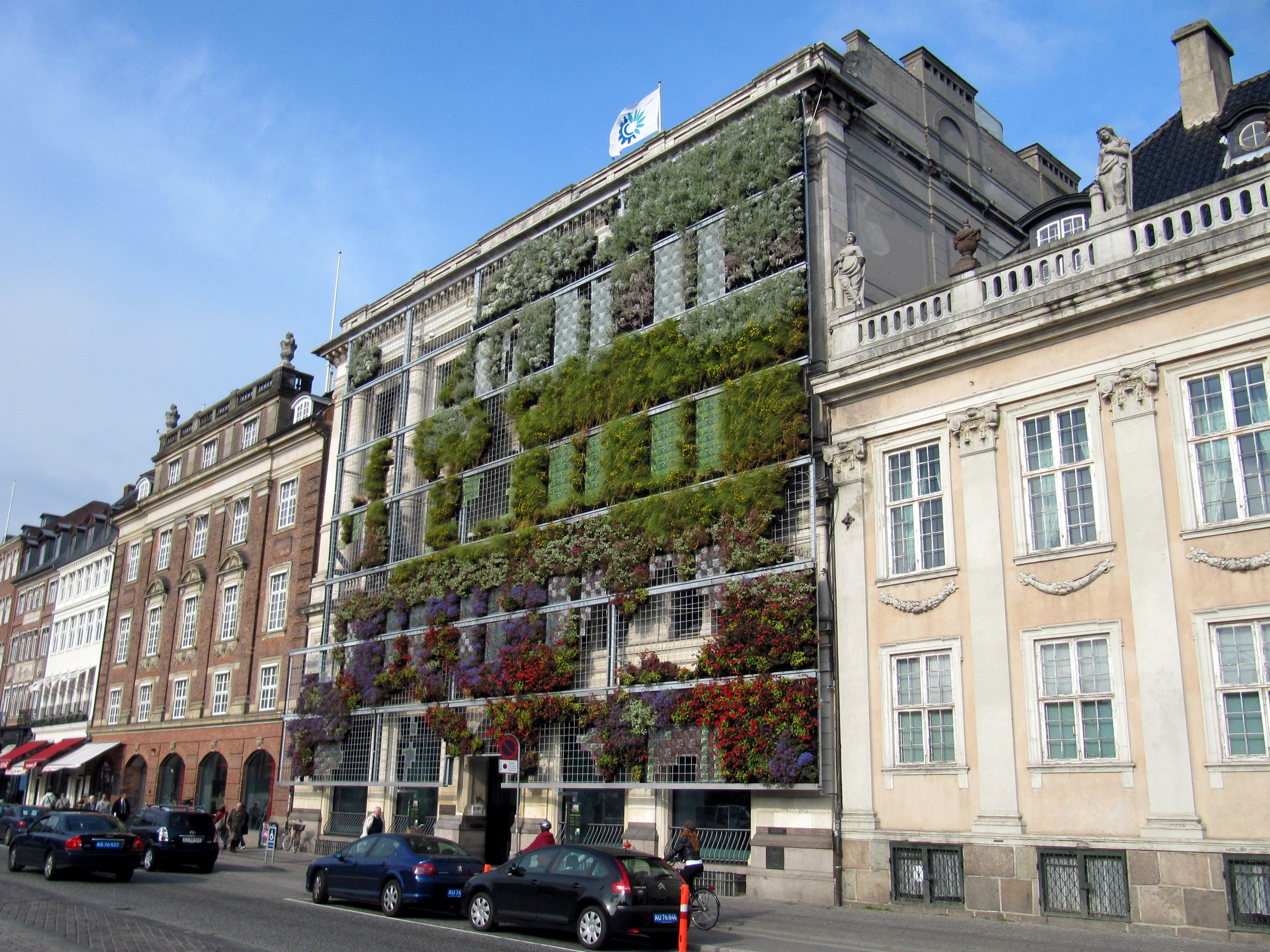
Kantoor van het Europees Milieuagentschap in Kopenhagen

Het Europees Milieuagentschap (EEA), (Engels: European Environment Agency, EEA), is een agentschap van de Europese Unie, opgericht in 1990 en gevestigd in Kopenhagen.
Het agentschap verzamelt en verspreidt informatie over de toestand van het milieu en de trends op milieugebied in Europa.

## Organisatie

### Leden
Momenteel telt het EMA 33 leden: de huidige 28 lidstaten van de EU en IJsland, Liechtenstein, Noorwegen, Turkije en Zwitserland. Daarnaast wordt meegewerkt met zes landen (Albanië, Bosnië en Herzegovina, de voormalige Joegoslavische Republiek Macedonië, Montenegro, Servië) en met Kosovo.

### Bestuur
Het Agentschap wordt geleid door een raad van bestuur, bestaande uit één vertegenwoordiger van elke lidstaat, twee vertegenwoordigers van de Europese Commissie en twee door het Europees Parlement aangewezen wetenschappelijke deskundigen. De raad benoemt de directeur-generaal en de leden van het wetenschappelijk comité, en beslist over begroting en planning. De dagelijkse leiding gebeurt door een directeur-generaal:
- Leena Ylä-Mononen (Finland), sedert 1 juni 2023
- Hans Bruyninckx (België), 2013-2023
- Jacqueline McGlade (Verenigd Koninkrijk), 2003-2013
- Domingo Jiménez-Beltrán (Spanje), 1994-2002.

## Eionet
Eionet is een partnership netwerk van het EMA en de meewerkende landen. Hierbij zijn ongeveer 1000 milieuexperten en meer dan 350 nationale instellingen betrokken. Het netwerk ondersteunt het verzamelen, organiseren en publiceren van Europese milieugegevens.

## Rapporten
Het EMA publiceert sedert 2000 bijna jaarlijks een rapport over de milieusituatie in Europa, tot 2015 meestal onder de titel “Signalen”. Daarnaast verschijnen een aantal rapporten over specifieke milieukwesties zoals luchtvervuiling.
In januari 2017 publiceerde het Agentschap het milieurapport Climate change, impacts and vulnerability in Europe 2016. Volgens het rapport worden de regio's van Europa als gevolg van klimaatverandering geconfronteerd met een stijgende zeespiegel en extremer weer, zoals frequentere en intensere hittegolven, overstromingen, perioden van droogte en stormen. Betere en flexibelere aanpassingsstrategieën, beleidslijnen en maatregelen zijn van cruciaal belang om deze gevolgen te verzachten. Het rapport brengt prognoses in kaart voor vijf verschillende klimaatregio's: Atlantische kustzone, continentale zone, mediterrane zone, boreale zone en berggebieden. In de pers werd vooral aandacht besteed aan de dreigende droogte in mediterrane streken.
In oktober 2020 volgde het rapport ‘Stand van de natuur in de EU (2012-2018)’: de biodiversiteit in Europa komt onder steeds zwaardere druk te staan van landbouw, bosbouw, verstedelijking en vervuiling. Ondanks de inspanningen inzake milieubehoud zijn honderden habitats en planten-, vogel- en diersoorten bedreigd. Om die habitats en soorten in een goede "instandhoudingsstaat" te houden of te herstellen, is ingrijpender beleid dan ook nodig.
In een online-rapport van juni 2023 besloot het Agentschap dat de Europese noodrespons bij klimaatrampen weliswaar goed wordt beheerd via het Coördinatiecentrum voor noodhulp, maar dat de voorbereiding op klimaatverandering op de lange termijn een meer systematische voorbereiding van de samenleving vereist.